# Демки
Де́мки (укр. Демки) — село в Драбовском районе Черкасской области Украины.
Население по переписи 2001 года составляло 951 человек. Почтовый индекс — 19822. Телефонный код — 4738.

## Местный совет
19822, Черкасская обл., Драбовский р-н, с. Демки, ул. Ленина, 26